# Louis Tisserand
Pour les articles homonymes, voir Tisserand.
Louis Tisserand est un homme politique français né le 19 février 1819 à Sarrebourg (Meurthe) et décédé le 4 mars 1883.
Percepteur à Clermont-Ferrand, il démissionne en 1880 et devient député du Puy-de-Dôme de 1881 à 1883, siégeant au groupe de la Gauche radicale.

## Sources
- « Louis Tisserand », dans Adolphe Robert et Gaston Cougny, Dictionnaire des parlementaires français, Edgar Bourloton, 1889-1891 [détail de l’édition]